# 리히텐슈타인 후세자빈 조피
리히텐슈타인 후세자빈 조피(Sophie, Hereditary Princess of Liechtenstein, 1967년 10월 28일 ~ )는 바이에른 여공작이라는 예의 칭호를 가진 비텔스바흐 가문의 일원으로 태어났으며, 자코바이트 계승 서열 2위이다. 1993년에 리히텐슈타인의 섭정이자 세습 후세자인 알로이스와 결혼했으며, 그녀의 장남은 리히텐슈타인 후자 요제프 벤첼이다.

## 자녀
리히텐슈타인 후세자 알로이스과 결혼해서 슬하 3남 1녀를 두었다.
- 장남 요제프 벤첼
- 장녀 마리카롤리네
- 차남 게오르크
- 삼남 니콜라우스